# 남문중학교
남문중학교(南文中學校)는 대한민국 경기도 양주시 남면 신산리에 있는 사립 중학교이다.

## 학교 연혁
- 1955년 3월 29일 : 재단법인 남문학원 설립인가
- 1955년 3월 29일 : 정병국 이사장 취임
- 1955년 5월 3일 : 남문중학교 3학급 인가
- 1955년 5월 3일 : 초대 민유식 교장 취임
- 1964년 1월 24일 : 학교법인 남문학원으로 조직 변경
- 1969년 11월 17일 : 중학교 9학급 인가
- 2009년 9월 1일 : 교과부 지정 농산어촌 전원학교 운영
- 2012년 3월 2일 : 교과부 지정 창의경영 예술교육선도학교 운영
- 2012년 6월 19일 : 경기도교육청 지정 교과교실제 과목중점형 운영
- 2016년 9월 1일 : 경기도교육청 지정 혁신학교 운영
- 2018년 3월 2일 : 교육부 지정 자유학년제 시범운영교 운영
- 2019년 3월 2일 : 소프트웨어 선도학교 운영
- 2023년 1월 6일 : 제68회 졸업생(졸업생 누계 7,139명)
- 2023년 2월 9일 : 김동준 이사장 취임
- 2024년 3월 4일 : 제13대 석용범 교장 취임

## 참고 자료
- 남문중학교 - 한국교육학술정보원 학교알리미